# Zespół aglosja-adaktylia

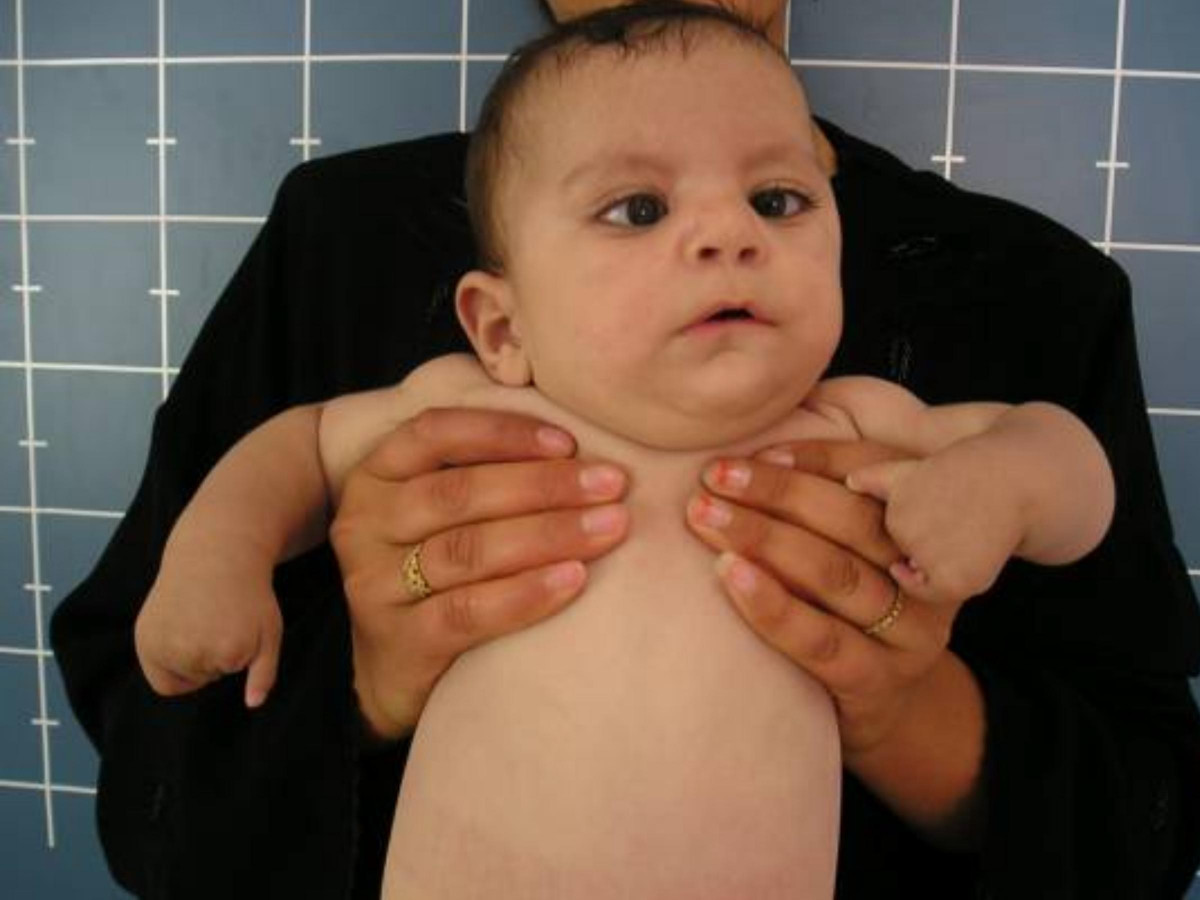
Pacjent z zespołem aglosji i adaktylii; widać malformacje kończyn typu adaktylii palców 2.-4. z hipoplazją palców 1. i 5..

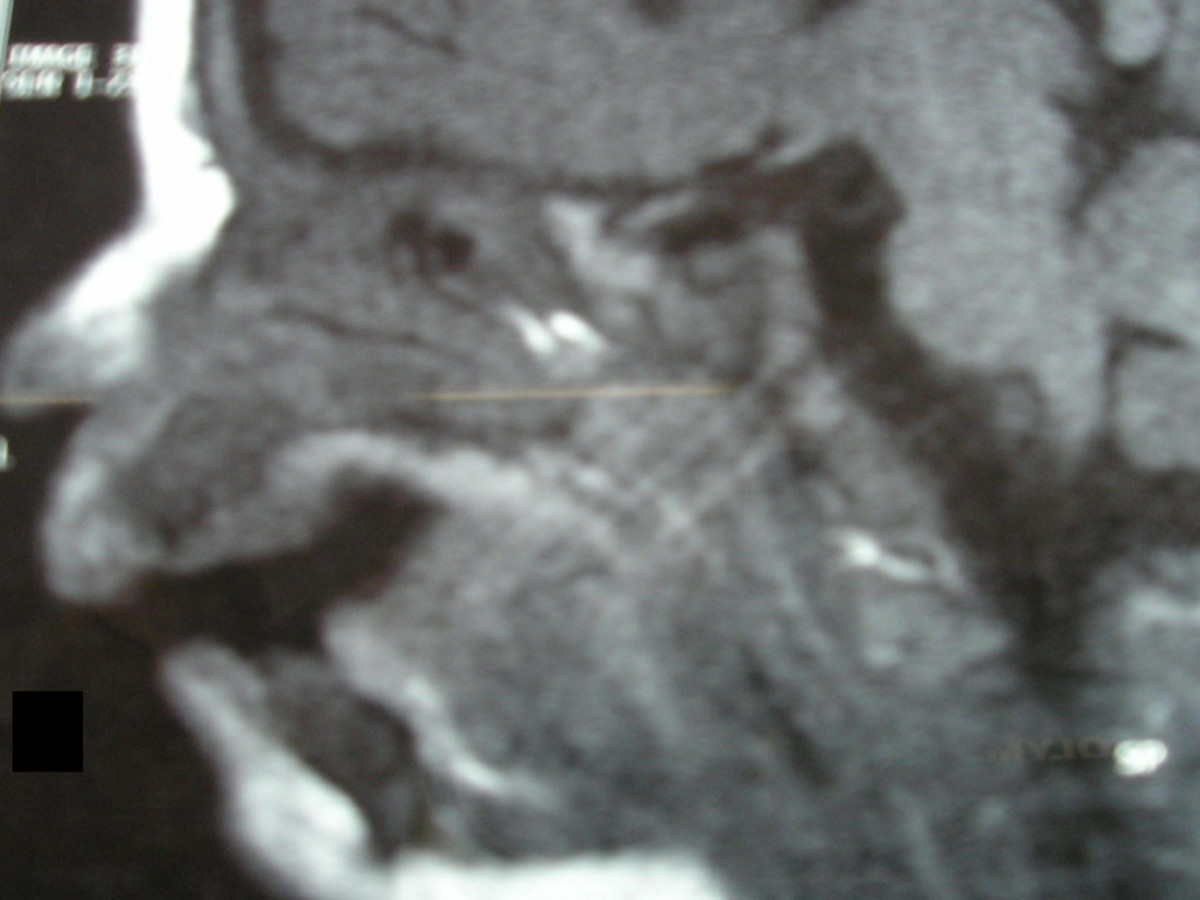
MRI w projekcji strzałkowej uwidaczniające hipoplazję języka u tego samego pacjenta

Zespół aglosja-adaktylia (zespół hipoplazji ustno-szczęko-kończynowej, zespół Hanharta, ang. oromandibular-limb hypogenesis / hypoplasia, OMLH, aglossia-adactylia, Hanhart syndrome) – rzadki zespół wad wrodzonych. U pacjentów z tym zespołem stwierdza się zmienny fenotyp, na który składają się wady kończyn, różnego stopnia hipoplazje języka do całkowitej (aglosji) włącznie, mikrostomia i mikrognacja. Opisano przypadek porażenia nerwów czaszkowych odpowiadający obrazowi zespołu Möbiusa ze współistniejącymi malformacjami czaszki i kręgów szyjnych. 
Etiologia zespołu nie jest znana. Kilkukrotnie stwierdzono pokrewieństwo rodziców dzieci z zespołem aglosji i adaktylii, co sugeruje dziedziczenie autosomalne recesywne.